# Michal Hudák (duchovní)
Michal Hudák (29. července 1931, Tótkomlós – 9. července 2025) byl slovenský evangelický duchovní, odpůrce komunistického režimu a nakladatel.
Byl od roku 1954 ženatý s Ľudmilou, roz. Mazákovou († 2017), která rovněž působila v duchovní službě Evangelické církve augsburského vyznání. Jako farář působil ve sborech v Šazích (1956–1962), Jelšavě (1962–1974) a Liptovském Peteru (1974–1996). V roce 1997 založil nakladatelství Polárka.